# Miķelis Valters
Miķelis Valters urodzony jako Walters (ur. 7 maja 1874 w Lipawie, zm. 27 marca 1968 w Nicei) – łotewski prawnik, polityk i dyplomata. Jaunstrawniek. Pisarz, publicysta i wydawca, współtórca konstytucji łotewskiej z 1922. Poseł Łotwy w Warszawie (1934–1938). Działacz emigracyjny na rzecz niepodległości Łotwy.

## Biogram
Urodził się w Kurlandii, w rodzinie pracownika portowego. W młodości zaangażował się w ruch łotewskich jaunstrāvnieków. Był pracownikiem redakcji pisma „Dienas Lapa”, współpracując z Rainisem i Pēterisem Stučką. Działał w Łotewskim Związku Socjaldemokratycznym (Latvijas Sociāldemokrātiskās savienība, LSS). Za działalność antypaństwową szykanowany przez władze carskie, przez lata mieszkał w Niemczech, Szwajcarii, Finlandii, Francji i Wielkiej Brytanii. Studiował na uczelniach w Zurychu i na Sorbonie. Na łamach pisma „Proletārietis” formułował postulat wyodrębnienia Łotwy jako odrębnej jednostki od państwa rosyjskiego. W 1914 wydał w Brukseli książkę „Mūsu tautības jautājums. Domas par Latvijas tagadni un nākotni” („Kwestia naszej narodowości. Myśli o współczesności i przyszłości Łotwy”), w której postulował niepodległość Łotwy.
W 1917 powrócił do kraju. W tym samym roku został wybrany do Rady Ziemskiej Vidzeme. Znalazł się wśród założycieli Łotewskiego Związku Rolników oraz członków Łotewskiej Rady Narodowej (Latvijas Tautas Padome, LTP). W latach 1918–1919 sprawował funkcję pierwszego ministra spraw wewnętrznych niepodległej Łotwy. Od 1920 do 1924 był posłem we Włoszech, następnie Paryżu (1924–1925; z akredytacją w Hiszpanii i Portugalii). Sprawował również funkcję konsula generalnego w Królewcu, a także posła w Warszawie i Budapeszcie (1934–1938) oraz Brukseli i Luksemburgu (1938–1940).
Brał udział w pisaniu łotewskiej konstytucji z 1922. Jego zasługą jest zagwarantowanie w niej praw mniejszości narodowych (m.in. za jego sprawą zamiast określenia latviešu tauta – „naród łotewski” – figuruje w niej pojęcie Latvijas tauta – „naród Łotwy”).
Po włączeniu Łotwy w skład ZSRR w 1940 pozostał na Zachodzie, gdzie działał na rzecz Łotwy, m.in. publikując książki i artykuły poświęcone sowieckiej okupacji. Pisał wiersze pod pseudonimem „Andrejs Paparde”, ukazały się ich trzy tomy: „Tantris” (1908), „Ēnas uz akmeņiem” (1910) i „Mūžība” (1914). Zajmował się również krytyką literacką. Pod koniec życia zamieszkał w Nicei, gdzie zmarł w wieku 93 lat. W 1969 ukazały się w Sztokholmie jego wspomnienia „Atmiņas un sapņi”.
Żonaty z Eriką Valtere, odznaczoną w 1937 przez Polską Akademię Literatury Srebrnym Wawrzynem Akademickim za „szerzenie znajomości literatury polskiej wśród obcych”. Następnie w związku z Antoniją Jakobsone, mieli syna Andrisa (ur. 1938).
Kawaler Orderu Trzech Gwiazd. Na zakończenie misji dyplomatycznej w Warszawie odznaczony Wielką Wstęgą Orderu Odrodzenia Polski. W Lipawie działa obecnie biblioteka im. Valtersa. W 2010 Rihards Rubīns wydał książkę poświęconą Valtersowi Vientuļnieks.